# Vranjak (Modriča)
Vranjak (szerbül: Врањак), település Bosznia-Hercegovinában, Modriča községben, a Szerb Köztársaság északi régiójában. 

## Fekvése
A település Bosznia-Hercegovina északi részén, Dobojtól légvonalban 22, közúton 35 km-re északra, községközpontjától légvonalban 9, közúton 12 km-re délnyugatra, a Bosznától délre, a Trebava-hegység területén, 107-411 méteres magasságban fekszik. 2012-es adatok szerint öt révész dolgozott a Boszna folyón átkelő kompnál, míg a múltban 12 ember végezte ezt a munkát. A kompot többnyire azok a gazdák használják, akik azért kelnek át a folyón, hogy a szemközti parton lévő parcellákat műveljék.

## Éghajlata
A település a mérsékelt égövben található. Az éves átlaghőmérséklet 12 °C. A legmelegebb hónap július/július, 22 °C átlaghőmérséklettel; a leghidegebb december/december, -2 °C átlaghőmérséklettel. Az átlagos éves csapadékmennyiség 1278 mm. A legcsapadékosabb hónap május, átlagosan 235 mm-rel; a legkevesebb csapadék (73 mm) márciusban esik.

## Népessége
| Nemzetiségi csoport | Népesség 1991 | Népesség 2013 |
| ------------------- | ------------- | ------------- |
| Szerb               | 2249          | 1431          |
| Bosnyák             | 1             | 0             |
| Horvát              | 16            | 12            |
| Jugoszláv           | 26            | 1             |
| Egyéb               | 78            | 9             |
| Összesen            | 2370          | 1453          |

## Története
Az ős- és újkőkorban az emberek a Trebava legalacsonyabb teraszain éltek, ahonnan szemmel tarthatták az utakat, az állatokat, és ott kerestek menedéket az ellenségek elől. Míg a magasabban fekvő területeket erdő borította, az alacsonyabb területek lakossága főként mezőgazdasággal foglalkozott. Csak a vaskor elején került előnybe az állattenyésztés a mezőgazdasággal szemben. Az erdőket kiirtották és legelőkké alakították. Ekkor kezdődött a Trebava magasabb területeinek benépesítése. Az i. e. 4. század végén ezeket a területeket kelták lakták. Úgy tartják, hogy az őslakosok illírek voltak, akiknek eredete máig vitatott. Az őshonos illír lakosságot végül a rómaiak taszították rabszolgasorba. Az utolsó illír királynő, Teuta vezette illírek és a rómaiak közötti sorsdöntő csata egyes jelentések szerint közvetlenül a Trebava lábánál, a mai Modriča városától északra zajlott. A 4. század végétől kezdődött a nagy népvándorlások időszaka, melynek végén a Trebavát és környékét szlávok népesítették be. 
A középkorban a terület hol a magyar, hol a bosnyák, hol a szerb uralkodók alá tartozott. A szerb Nemanjić-dinasztia uralkodása alatti terjeszkedés során az usorai plébániához került, mint szerb uralkodók birtoka. Nem sokkal később a szerb uralkodók elvesztették ezt a területet, mely magyar uralom alá került. A magyarok a pápa és a ferences rend támogatásával, szétverték az eretneknek nyilvánított bogumilokat, és erőszakkal katolikus hitre térítették őket. Bosznia oszmánok általi meghódításának (1463) időszakában a Trebava hegyei között túlnyomórészt megmaradt az ortodox lakosság, míg a katolicizált bogumilok a magyarokkal a Száva túloldalára vonultak vissza. A többi bogumilok, akik nem vették fel a katolicizmust, az oszmánok által biztosított különféle kiváltságok miatt átvették az iszlámot. Ugyanekkor a törökök vlachokat, romanizált illír pásztorokat hoztak Ó-Szerbiából vagy Raškából Bosznia pusztán maradt részeire. A 18. századig nagy ortodox szerb népvándorlás zajlott Montenegróból, Délnyugat-Szerbiából és Hercegovinából Észak- és Kelet-Boszniába. Ez az új népesség beolvasztva a vlachokat, újra benépesítette a Trebava hegyeit. Ez a vándorlás egészen a 19. század közepéig tartott.
III. Szelim oszmán szultán uralkodása alatt a feudális urak gyakori lázadásai miatt a birodalom válságba került és instabillá vált. Önkényük és lázadásaik nagy hatással voltak a már amúgy is szenvedő népre. Lázadások törtek ki, és az egyik ilyen lázadás ezen a területen éppen a Trebavában tört ki, Hadži Petko Jagodić pap vezetésével. A csata Duga Njiván zajlott 1858. szeptember 12-én és 13-án. Körülbelül 1700 lázadó volt, akik a Trebava falvaiból származtak. Zászlóhordozójuk Marjan Djerić volt. Amikor elfogyott a lőszer, és amikor erősítés érkezett a nagyobb létszámú törökök számára, a lázadók visszavonultak. A bosszútól tartva sokan Szlavóniába és Szerbiába menekültek. Hadži Petko Jagodićnak sikerült egy csoport lázadóval a Habsburg Birodalom területére menekülnie. A felkelést a törökök bosszúja követte, melynek során török bandák 200 keresztény házat gyújtottak fel és 600 embert öltek meg. 2000 keresztény menekült a Habsburg Birodalomba, 230-at pedig láncra verve Szarajevóba vittek.
A település nevére több magyarázat is létezik. A két leghihetőbb magyarázat szerint Vranjak a varjúmadarakról kapta a nevét, amelyek bőségesen voltak a település környékén. Egy másik magyarázat szerint az első lakosok Vranjéből származtak, ezért kapta a település a Vranjak nevet.
A szerb lakosságú település 1878-ig tartozott az Oszmán Birodalomhoz. Ekkor a berlini kongresszus határozata alapján az Osztrák-Magyar Monarchia része lett. 1910-ben a Gradačaci járáshoz tartozó településen 218 háztartást, 1286 ortodox és 26 római katolikus lakost találtak. A monarchia szétesésével 1918-ban előbb a Szerb-Horvát-Szlovén Királyság, majd 1929-től a Jugoszláv Királyság része lett. 1921-ben a Gradačaci járáshoz tartozó a településnek 1331 lakosa volt, közülük 1300 ortodox és 31 római katolikus volt. Az 1929-es törvény értelmében, amikor Bosznia-Hercegovinát négy banovinára, Drinskára, Vrbaskára, Zetskára és Primorskára osztották, a település a Vrbaska banovina (Orbászi Bánság) része lett, amelynek székhelye Banja Luka volt. 1939-ben a közigazgatás átszervezésével a Hrvatska banovina (Horvát Bánság) része lett.
A második világháborúban Jugoszlávia megszállása után a Független Horvát Állam (NDH) része lett. A második világháború után 1992-ig a település a szocialta Jugoszlávia keretében a Bosznia-Hercegovinai Népköztársaság része volt. A boszniai háborút lezáró daytoni békeszerződés rendelkezése alapján az ország területét felosztották a Bosznia-hercegovinai Föderáció és a boszniai Szerb Köztársaság között. A békeszerződés utáni területmegosztási megállapodás értelmében a település a Boszniai Szerb Köztársasághoz került. 

## Oktatás
Vranjak első iskoláját 1847-ben említik.] A jelenlegi iskolát 1948-ban építették, és 1958-59 között nyolcosztályos iskolaként, 1962-1974 között pedig önálló „Nikola Tesla” Általános Iskolaként működött, amikor egyesítették a koprivnai „Vuk Karadžić” Általános Iskolával, majd 1993 óta a modričai „Sveti Sava” Általános Iskolával.

## Kultúra
A KUD Vrajak Kulturális és Művészeti Egyesületet 1972-ben alapították. Az egyesület 1972-es alapításától a boszniai háború kezdetéig jelentős eredményeket ért el folklór-, zenei, drámai és szavaló szakosztályaival. 1992-ben a háború kezdete miatt beszüntette működését, de 2008-ban Modriča önkormányzatának és vranjaki adományozóknak a támogatásával újraindította működését. Ma három folklórcsoportja és egy zenei szakosztálya van, közel 100 taggal, akik Modriča minden rendezvényén fellépnek, részt vesznek a Boszniai Köztársaság folklórfesztiváljain.

## Sport
A település két futballklubnak, az FK Vranjaknak és az FK Trebavacnak ad otthont.

## Nevezetességei
A vranjaki plébánián három szerb ortodox templom található:
- A Szent György vértanúnak szentelt templom építése 1957-ben kezdődött és 1959-ben szentelték fel. A templom Longino Tomić püspök idejében épült.[4] A Szent György-templom előtti emlékkaput a vranjaki háborúk elesett harcosainak és áldozatainak emlékére építették. A kapu egyik oldalán a jasenovaci usztasa tábor elesett harcosainak és áldozatainak nevei, a másikon pedig az alapítók nevei olvashatók.[4] A Szent György templom kapujában található a trebavai felkelés vezetőjének, Hadži Petko Jagodićnak szentelt síremlék. Hadži Petko Jagodić 1858-ban lázadást indított a törökök ellen, majd miután azt leverték, a Szerb Fejedelemségbe menekült. Később visszatért Vranjakba, ahol 1880-ban meghalt. Ugyanebben az évben a templom kapujában temették el.[4]

- A második templom egy kápolna, amelyet Szent István diakónus, vértanú ereklyéinek átadása tiszteletére építettek.[4]

További régészeti lelőhelyek:
- Cerik – őskori település maradványai. A Rijeka-patak völgyében kerámiatöredékeket és kőeszközöket találtak, melyek a neolitikumból származnak.[10]

- Čelije – középkori templom alapfalai. A falu határában erdőirtás közben alapfalakra bukkantak, melyeket a helyi hagyomány késő középkori templom falaiként tart számon.[10]

- Gradac – középkori vár maradványai. A romok mélyek a Trebava-hegység mélyén, a Kočarevac-, Babešnica- és a Mitrovica-patakok összefolyásánál. A helyszínen gyengén megtartott falmaradványok és két nagyobb, építőanyagokból álló halom, valószínűleg egykori tornyok maradványai láthatók.[10]

- Madžarsko Greblje – középkori temető maradványai a Trebava-hegység lejtőin, 10 darab fennmaradt stećakkal.[10]